# Eduard Ellmann-Eelma
Eduard Ellmann-Eelma (San Pietroburgo, 7 aprile 1902 – Kirov, 16 novembre 1941) è stato un calciatore estone, di ruolo attaccante.

## Biografia
Nell'estate del 1941 fu arrestato dall'NKVD e condannato a morte. La sentenza fu eseguita a novembre in una prigione di Kirov.

## Carriera

### Club
Cominciò la carriera con il Kalev Tallinn, squadra con la quale riuscì a vincere il Campionato estone nel 1923.
Passato al Tallinna J.K. nel 1925, conquistò il campionato l'anno successivo, per poi ripetersi nel 1928. Dal 1931 si trasferì all'Estonia Tallinn, con cui vinse altri due campionati (1934 e 1935).

### Nazionale
Fu uno dei più famosi, nonché il più prolifico calciatore estone della sua epoca (è ancora oggi uno dei principali goleador della nazionale estone): ha disputato 58 partite per la sua nazionale, mettendo a segno 21 reti. Con la formazione estone ha vinto due Coppe del Baltico, conquistando in entrambe le circostanze il titolo di capocannoniere.

## Palmarès

### Club
- Campionato estone: 5

Kalev Tallinn: 1923
Tallinna J.K.: 1926, 1928
Estonia Tallinn: 1934, 1935

### Nazionale
- Coppa del Baltico: 2

1929, 1931

### Individuale
- Capocannoniere della Coppa del Baltico: 2

1929 (3 reti), 1931 (2 reti)